# Бельгійський робочий кінь
Бельгі́йський робо́чий кінь — поширена в країнах Європи і Америки порода великих ваговозів; являє собою нову породу, виведену шляхом гібридизації з порід фламандських, брабансонських і арденських коней, які розводилися у Бельгії до кінця 19 століття.
Сучасні бельгійські робочі коні великі на зріст, масивні, костисті, мають високі племінні якості.
Основна масть руда і чала.
Висота в холці 160—167 см, довжина тулуба 170—177 см, обхват грудей 200—220 см, обхват п'ястка 23—26 см.
В СРСР бельгійські робочі коні використані для створення породи радянського ваговоза.